# Baidawi
Abdallah ibn Omar al-Baidawi, död omkring 1300, var en muslimsk teolog.
Baidawi utgav en korankommentar, som trots en omarbetning av Al-Zamakhshari inte helt utplånat sin mutazilitiska anstrykning.  Baidawi har vunnit sunniternas fulla erkännande och anses inom vissa grupper närmast helig.

## Fotnoter
1. ↑  Байдави Абдуллах, Islamskij entsiklopeditjeskij slovar'.[källa från Wikidata]
2. 1 2  Khayr al-Din al-Zirikli, الأعلام : قاموس تراجم لأشهر الرجال والنساء من العرب والمستعربين والمستشرقين, 15:e utgåvan, vol. 4, Dar El-Ilm Lilmalayin, 2002, s. 110, läs online, läs online och läs online.[källa från Wikidata]
3. ↑  Баидави, Entsiklopeditjeskij slovar', ”... умер в Таврисе в 1286 г. по Р. X.”.[källa från Wikidata]
4. ↑  Tjeckiska nationalbibliotekets databas, NKC-ID: jn20020102046, läst: 15 december 2022.[källa från Wikidata]